# Маслов Віктор Олегович
Ві́ктор Оле́гович Ма́слов (11 листопада 1968 — 28 листопада 2017) — старший солдат Збройних сил України, учасник російсько-української війни.

## Життєпис
Народився 1968 року в місті Прилуки (Чернігівська область). Навчався до 1984 року в прилуцькій ЗОШ № 5, згодом здобув фах слюсаря-ремонтника.
З листопада 1986 по листопад 1989 року служив в РА снайпером-розвідником батальйону ВДВ, учасник бойових дій в Афганістані (Баракі Барак). Демобілізувався, одружився, проживав та працював в Прилуках. Після смерті дружини в ДТП 2007 року переїхав до матері у село Даньківка (Прилуцький район).
З листопада 2016 року — на військовій службі за контрактом; старший солдат, розвідник-гранатометник розвідувальної роти 3-го парашутно-десантного батальйону 25-ї бригади.
28 листопада 2017-го загинув близько 16-ї години від кулі снайпера поблизу Авдіївки.
1 грудня 2017 року відбулося прощання в селі Даньківка Прилуцького району; похований на Алеї Слави Прилук (кладовище «Білещина»).
Без Віктора лишилися батьки й донька.

## Нагороди та вшанування
- указом Президента України № 42/2018 від 26 лютого 2018 року «за особисту мужність і самовіддані дії, виявлені у захисті державного суверенітету та територіальної цілісності України, зразкового виконання військового обов'язку» — нагороджений орденом «За мужність» III ступеня[1]
- 13 квітня 2018 року відкрито меморіальну дошку Віктору Маслову в школі імені Віктора Андрійовича Затолокіна.